# 荒野枪手
《荒野枪手》是任天堂开发的光枪射击游戏，1984年在日本红白机首发。

## 玩法
游戏有两种模式，皆采用任天堂的光线枪游玩。在第一种模式中，当玩家需要等待对手目露凶光（同时屏幕出现“开火”对话气球）后，在一定时间内开枪击中对手。第二种模式为射击场模式，玩家需要从漏出敌人的窗户中击败敌人。玩家失利时会播放弗雷德里克·蕭邦的《送葬进行曲》。

## 外部連結
- 红白机40周年纪念活动网站上的《荒野枪手 （页面存档备份，存于）》（日語）